# Barbershop

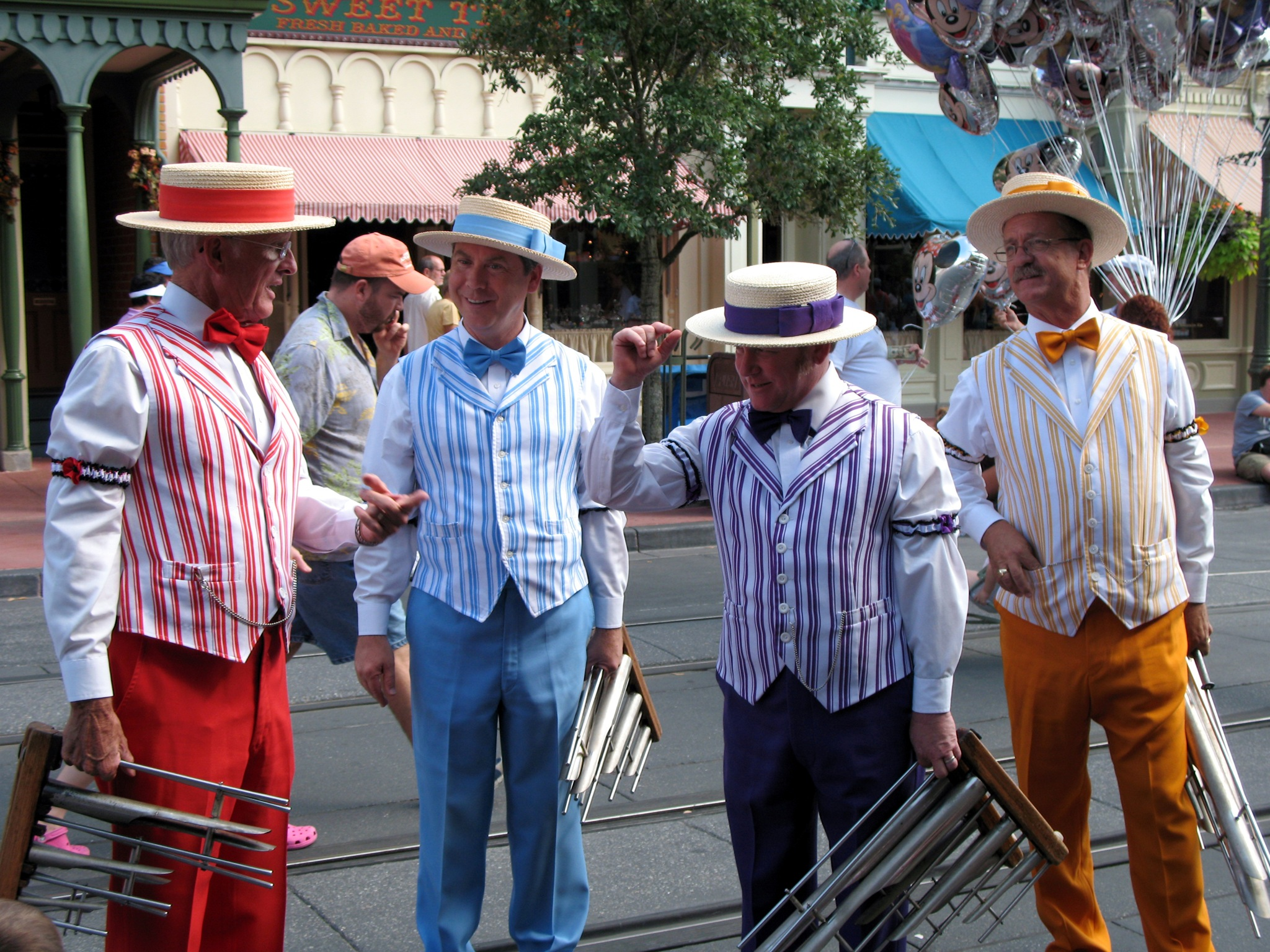
Stiltypisk barbershopkvartett på Disneyworld.

Barbershop är en vokal musikgenre som härstammar från USA. 
Ensemblen brukar utgöras av en kvartett,  eller en mindre fyrstämmig kör, som sjunger a cappella. 
Stämmorna kallas uppifrån och ner i tonhöjd: tenor, lead, baryton och bas, och melodin ligger i lead-stämman, inte i den högsta stämman som i traditionella körarrangemang, vilket ger en helt annan klang.

## Historia
Barbershop uppstod som en egen typ av manskör i slutet av 1800-talet, och fick troligen sitt namn för att den skapades spontant av sångare som underhöll kunderna och sig själva som tidsfördriv i barberarsalonger.
Kvinnliga barbershopgrupper, som etablerades i USA under 1940-talet, kallas "Sweet Adelines" efter en välkänd barbershopsång från 1903.

## Teknik

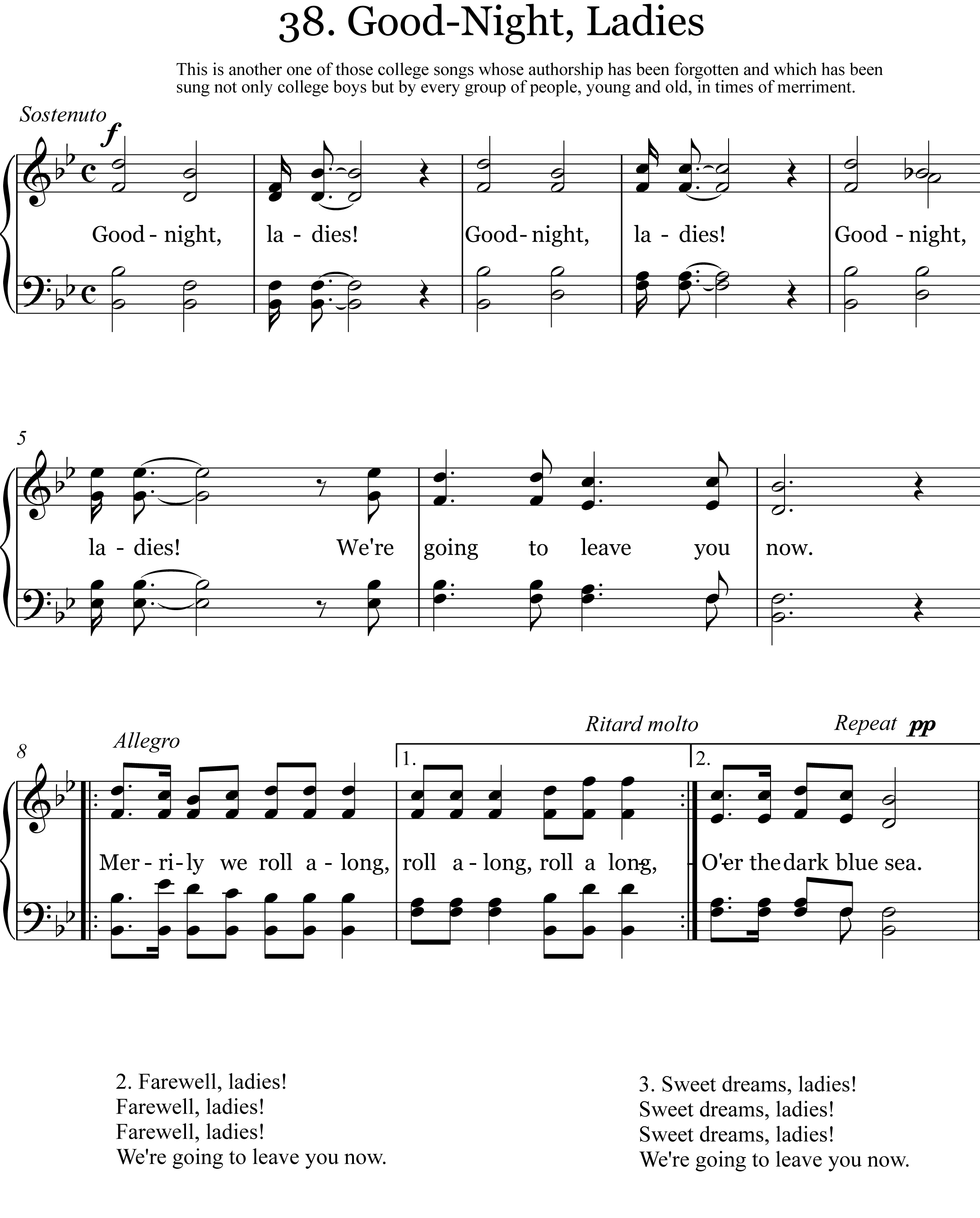
Notexempel till Good night ladies.

Barbershop karaktäriseras av att melodin ackompanjeras av de övriga stämmorna i mycket täta, parallella ackord, vilket ger en speciell och homogen klang. Man försöker också att sjunga extremt rent, så rent att de så kallade övertonerna förstärks och man hör toner som ingen egentligen sjunger. Detta fenomen kallas på engelska "ringing the chords". 
- Leaden är den som sjunger huvudmelodin, men ibland kan någon annan stämma under några takter sjunga melodin.
- Tenoren ligger över leadstämman och sjunger oftast i falsett, vilket gör att den inte styrkemässigt dominerar över leaden.
- Basen ligger lägst, och bildar tillsammans med leaden stommen i ackorden, samt har ofta pådrivande soloaktiga passager under styckets gång.
- Barytonen ligger mellan leaden och basen, och "klistrar ihop" dem, och är ofta stämkorsande. Septimaackord är vanliga i barbershop, och ofta tar barytonen själva septimatonen.

## Organisationer
- Barbershop Harmony Society
- Society of Nordic Barbershop Singers
- Sweet Adelines
- Nordic Light Region